# Kiełbasa (nazwisko)
Kiełbasa – polskie nazwisko. Na początku lat 90. XX wieku w Polsce nosiły je 6893 osoby, według nowszych, internetowych danych noszą je 7818 osoby. Nazwisko pochodzi od słowa kiełbasa i jest najbardziej rozpowszechnione w południowo-wschodniej Polsce.

## Znane osoby noszące to nazwisko
- Antoni Kiełbasa (1938–2010) – polski duchowny katolicki i historyk;
- Bolesław Kiełbasa (1905–1976) – polski działacz społeczny, ekonomista i porucznik Wojska Polskiego;
- Mieczysław Kiełbasa (ur. 1951) – polski polityk i nauczyciel;
- Mikołaj Kiełbasa z Tymieńca (1***–1435) – starosta kościański w 1432 roku;
- Piotr Kiełbasa (ur. 1952) – nazwisko urodzenia Petera Bonda, niemiecki aktor i telewizyjny zwolennik polskiego pochodzenia;
- Szymon Kiełbasa (ur. 1989) – polski żużlowiec;
- Wincenty Kiełbasa (1425–1479) – biskup chełmiński, biskup nominat warmiński, sekretarz królewski;
- Władysław Kiełbasa (1893–1939) – podpułkownik Wojska Polskiego.